# Mainlinie (Politik)
Als Mainlinie bezeichnet man in der deutschen Geschichte die Grenze zwischen der preußischen norddeutschen Hegemonie und den süddeutschen Staaten Bayern, Württemberg, Baden und Hessen-Darmstadt, die sich politisch an Österreich orientierten.
Die Mainlinie spielte eine bedeutende Rolle nach dem Preußisch-Österreichischen Krieg (Frieden von Prag, 1866). Auf Drängen Frankreichs wurde vereinbart, dass Preußen nur nördlich der Mainlinie einen Bundesstaat gründen dürfe. Frankreich wollte die Macht Preußens in einem künftigen von ihm geführten deutschen Bundesstaat dadurch beschränken, dass dieser kleiner sein würde. Nachdem die süddeutschen Staaten aber anfingen, sich von Österreich ab- und Preußen zuzuwenden, begann Frankreich im Juli 1870 den Deutsch-Französischen Krieg. Die süddeutschen Staaten unterstützten darin Preußen, und traten am 30. November 1870 – noch während des Krieges – dem von Preußen geführten Norddeutschen Bund bei. Nach dem von den Deutschen gewonnenem Krieg wurde dieser Bund in das deutsche Kaiserreich umgewandelt. Dessen Proklamation fand am 18. Januar 1871 im Schloss Versailles statt (→ Deutsche Reichsgründung). Der preußische König wurde zusätzlich Deutscher Kaiser.
Damit war die Mainlinie machtpolitisch obsolet geworden. Sie blieb aber weiterhin ein Symbol für die gesellschaftlich-politischen Gegensätze zwischen Nord- und Süddeutschland. Auch im geographischen Sinne wird die Mainlinie weiterhin als Grenze zwischen Nord- und Mitteldeutschland einerseits und Süddeutschland andererseits verstanden.

## Beschreibung
Als solche verlief die Mainlinie nicht exakt entlang des Mains, sondern von Ost nach West zunächst entlang der Nordgrenze des Königreiches Bayern, dann entlang des Mains bis zu dessen Mündung bei Mainz und schließlich entlang der Westgrenze des Großherzogtums Hessen (Hessen-Darmstadt) und der bayerischen Pfalz bis zur französischen Grenze. Damit lag das Großherzogtum Hessen beiderseits der Linie. Auch die seit 1866 zu Preußen gehörende Stadt Frankfurt am Main lag ebenfalls auf beiden Seiten des Mains, jedoch gehörte die gesamte Stadt zum Norddeutschen Bund.

### Die ökonomischen und ordnungsrelevanten Hemisphären
Der Main trennte Deutschland in zwei ökonomische und ordnungsrelevante Hemisphären, die erst mit der Reichsgründung überwunden wurden.

#### Zollvereine
Die Mainline war ursprünglich die Grenze zwischen dem Mitteldeutschen Handelsverein und dem Süddeutschen Zollverein. Das bedeutet, dass für den grenzüberschreitenden Waren- und Güterverkehr es auch hier zu Zollkontrollen kam.

#### Münzvereine
Ferner war sie auch die Grenze zwischen dem Dresdner Münzvertrag und dem Münchner Münzvertrag. Nördlich des Main zahlte man mit dem Vereinstaler, südlich davon mit dem Gulden. Siehe dazu Deutsche Währungsgeschichte vor 1871.

#### Maße
Die gleiche Trennung bestand bei den Maßen: südlich des Main gab es: Baden, Bayern, Hessen, Österreich. Während nördlich des Mains die folgenden Maße galten: Braunschweig, Hannover, Hessen, Preußen, Sachsen.
Der Norddeutsche Reichstag beschloss 1868 das metrische System einzuführen, und zwar über die Norddeutsche Maß- und Gewichtsordnung. Sie trat 1872 in Kraft.

#### Zeitmessung im grenzüberschreitenden Schienenverkehr
Der Schienenverkehr braucht eine simultane synchrone Zeitmessung. Vor dem Einführen der Mitteleuropäischen Zeit gab es nur die lokale Zeit. Daher hat man sich folgendermaßen beholfen. Die Bahnen in Preußen, Mecklenburg, Oldenburg, Sachsen und Elsaß-Lothringen verwendeten im dienstlichen Betrieb die Berliner Zeit. Diese „Innerer Dienst“ genannte Zeit galt nur für die Angestellten der Bahn und für deren Uhren und Fahrpläne; der sogenannte „Äußere Dienst“ der Bahn orientierte sich an den Ortszeiten, also an den Bahnhofsuhren und den Uhren auf den Gleisen, die die Lokalzeiten anzeigten. Was für den Bahnmitarbeiter bedeutete, ständig mit zwei Zeiten/Uhren arbeiten zu müssen.
Südlich des Mains in Baden, Bayern, Württemberg, Hessen und in der Pfalz galt die Ortszeit ihrer Hauptorte Karlsruhe, München, Stuttgart, Frankfurt bzw. Ludwigshafen.

#### Das grenzüberschreitendes Postwesen
Mit dem Deutsch-Österreichischen Postverein war es 1850 zwar gelungen, ein gemeinsames deutschsprachiges Postwesen aufzubauen. Der Deutsche Krieg und die damit verbundene Auflösung des Deutschen Bundes brachte jedoch wieder eine Trennung mit sich: So wurde nördlich des Mains der Norddeutsche Postbezirk eingerichtet, der bis zur Reichsgründung Bestand hatte, während der Südbund in die regionale Post zerfiel.

## Mainline für das Königreich Bayern
Maximilian von Montgelas begriff den Main als Grenzlinie des süddeutschen Liberalismus, wohingegen Johann Georg von Aretin den Fluss sogar als eine Verteidigungslinie Süddeutschlands gegen Angriffe aus den Norden und den Nordosten ansah, weil es die kürzeste Line sei, Bayern, Österreich und Böhmen zu verteidigen. Entsprechend dieser Sichtweise fordert er die Bundesfestung Mainz für Bayern. Bei diesen Überlegungen muss berücksichtigt werden, dass die Pfalz bis zum Ende des Zweiten Weltkrieges zu Bayern gehörte (siehe dazu Pfalz (Bayern)).

### Triaspolitik Bayerns
Die Annahme dieser Demarkationslinie liegt im Deutschen Dualismus begründet, der im 19. Jahrhundert wieder virulent wurde. Die Fokussierung auf diese Linie liegt in der Gründung des Preußisch-Hessischen Zollvereins von 1828 begründet. Nachdem sich dieser bereits 1834 zum Deutschen Zollverein entwickelt hatte, sah Österreich seine Interessen in Nord- und Mitteldeutschland bedroht. So entwickelte man dort die Idee eines Dritten Deutschlands mit dem Ziel, einen sogenannten Pufferstaat unter Führung Bayerns zwischen den realisierenden Großmächten zu etablieren. In der Tat versuchte Bayern durch eine Pendeldiplomatie, die deutschen Gegensätze zu überbrücken, wobei es jedoch Preußen immer näher stand als Österreich. Das Konzept der Mainline wurde maßgeblich von Bismarck entwickelt. Schon im April 1856 soll er gegenüber Ernst Ludwig von Gerlach und Otto Theodor von Manteuffel die Vorstellung geäußert haben, die Etablierung einer solchen Demarkationslinie könne den unvermeidlichen Krieg hinauszögern.

## Geschichte der Demarkationslinie

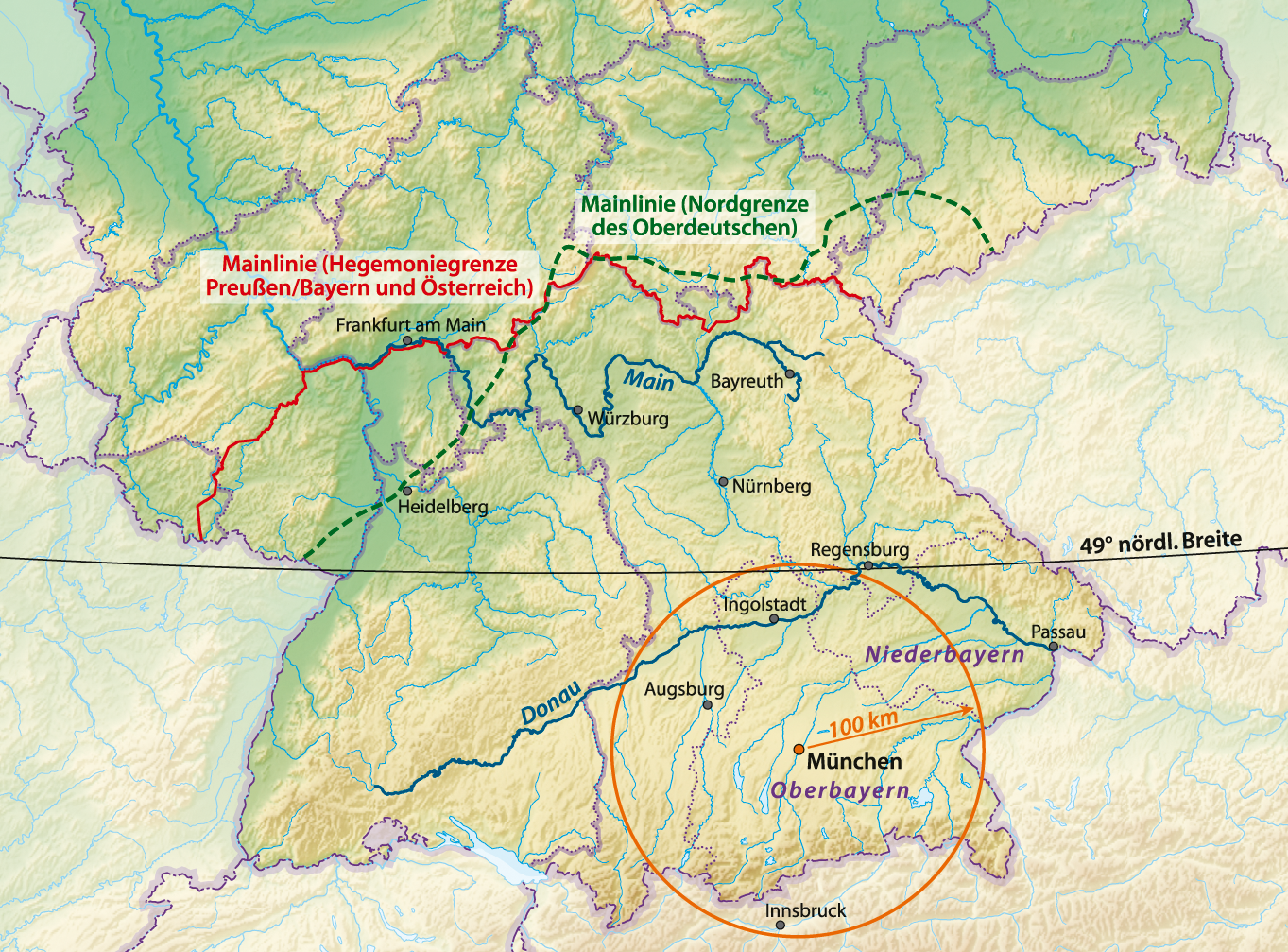
Die Demarkationslinie im Gegensatz zur geographischen Grenze von Mitteldeutschland zu Oberdeutschland
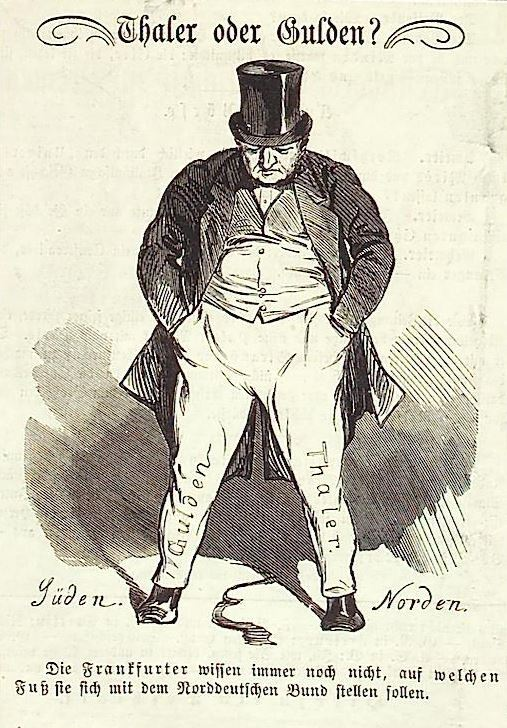
Der Main trennte Deutschland in zwei Hemisphären: Frankfurt weiß noch nicht so recht und will mit Thalern und Gulden handeln
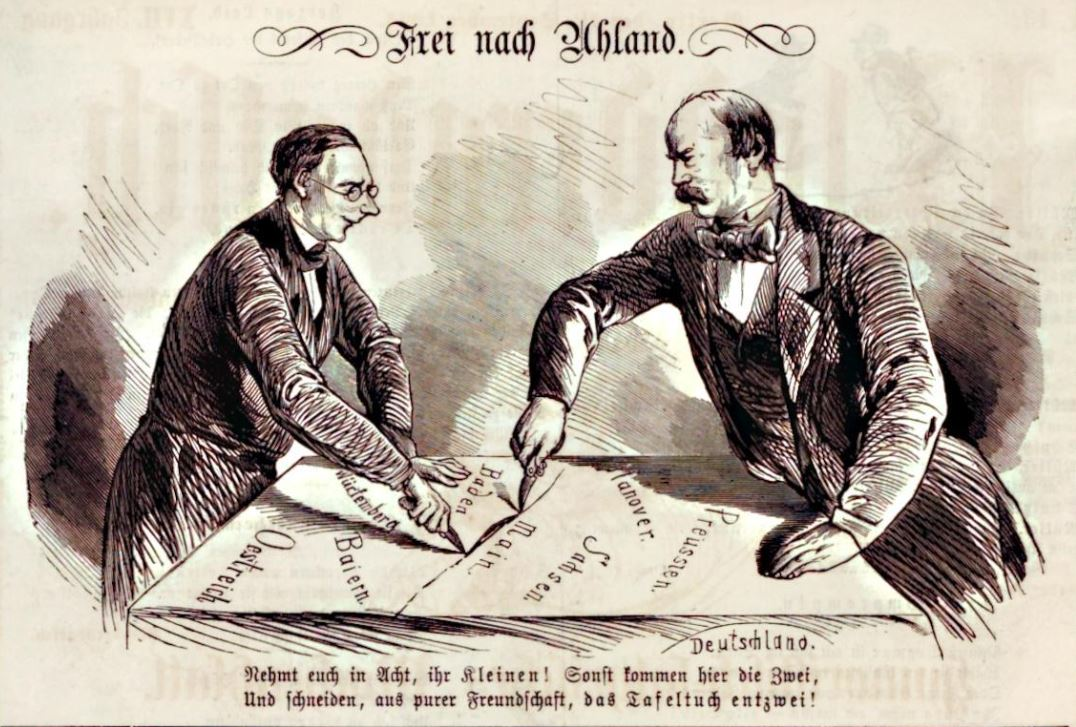
Bei den Schönbrunner Gesprächen einigen Bismarck und Rechberg sich und stecken die Interessenssphären ab, so im Kladderadatsch vom 11. September 1864
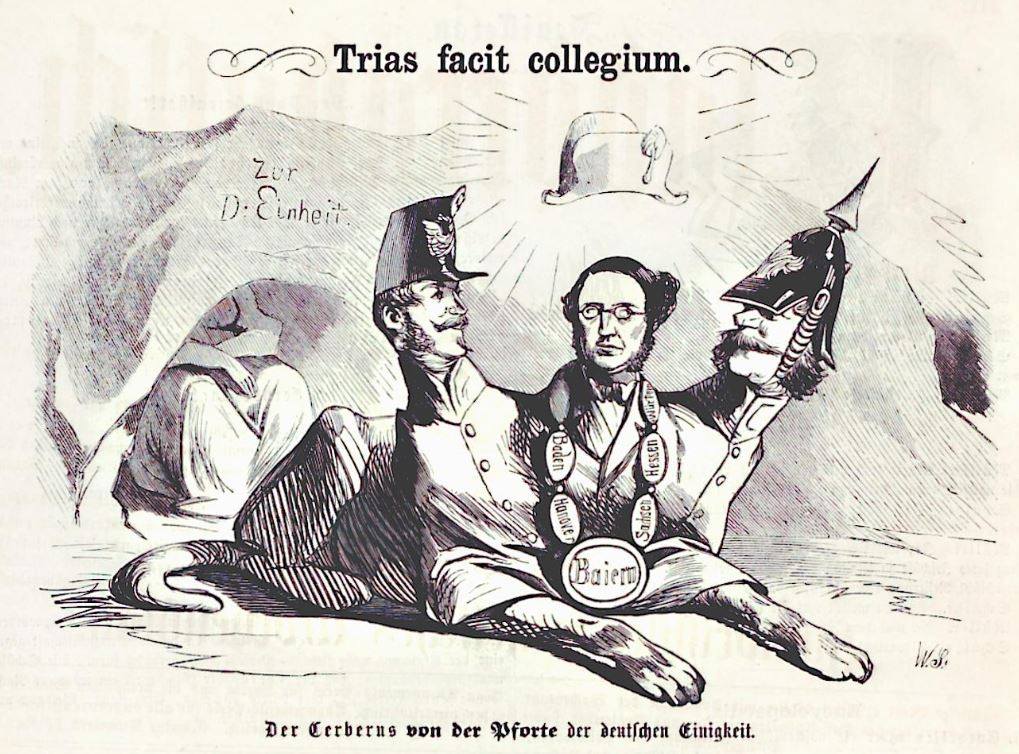
Triaspolitik Bayerns: Ludwig von der Pfordten als Kerberos, der den Weg zur dt. Einheit versperrt, Kladderadatsch Januar 1865
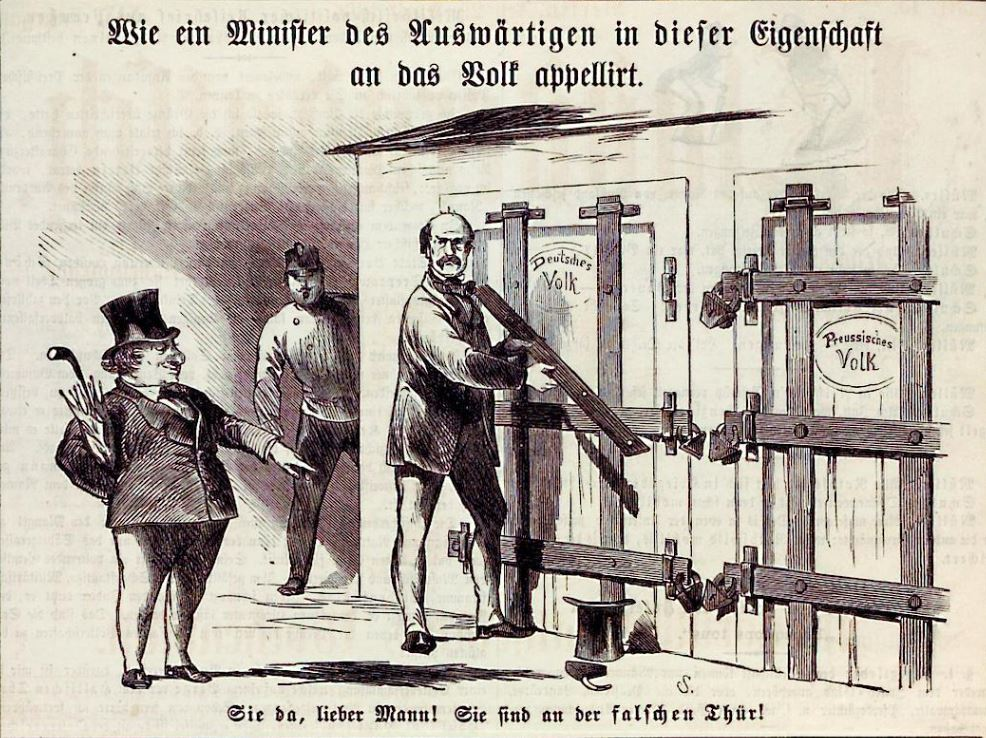
Der Kladderadatsch glaubt, dass Bismarck 1866 (23. April) mit seinem Antrag (9. April) zur Wahl eines Nationalparlamentes, an der falschen Tür arbeite
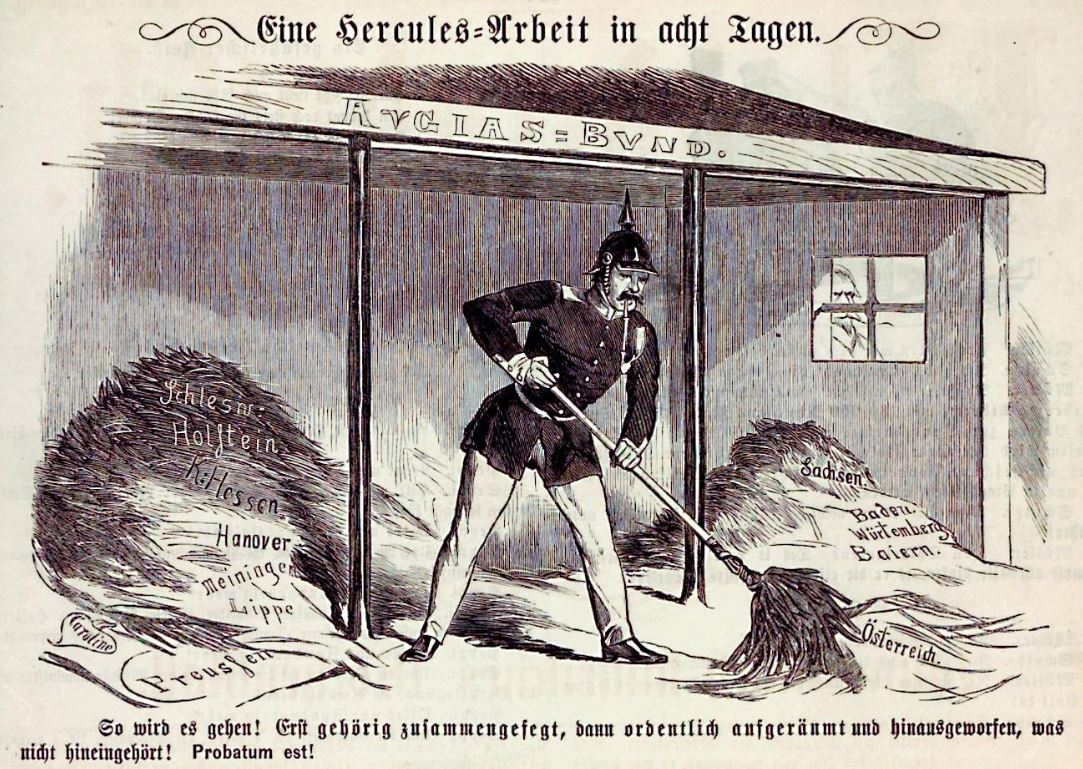
Preußen misten den Augias-Bund aus, d. h. Schlacht bei Königgrätz, der Beginn Mainfeldzuges und Einnahme Frankfurts, das Blatt bezieht sich auf Caroline von Hessen-Homburg Kladderadatsch 15. Juli 1866
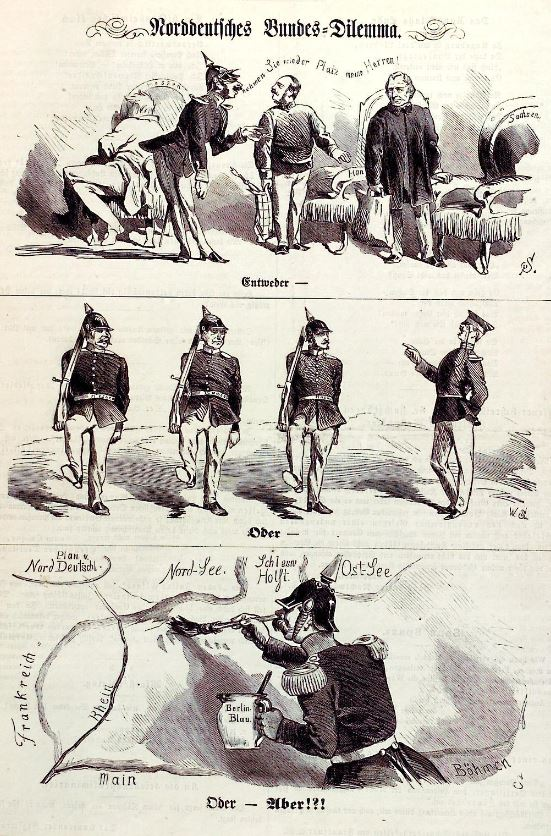
Der Kladderadatsch vom August 1866 bringt es auf den Punkt: Entweder Mitmarschieren oder die Annexion Berliner Blau auf der Landkarte: König Georg V, König Johann und Friederich Wilhelm I.

### Franko-preußische Demarkationslinie 1866–1871
Nach dem Ende des Krieges erfuhr die Mainlinie, auf politischen Druck von Napoleon III., im Prager Frieden (1866) eine formale, völkerrechtliche Bestätigung.
Napoleon, der in Süddeutschland aufgewachsen und in Augsburg zur Schule gegangen war, hatte im Grunde genommen Verständnis für eine Vereinigung der deutschen Staaten nach Beendigung des Deutschen Bundes. So erwähnte Ernst II. ein Gespräch, das er mit Vincent Benedetti im Vorfrieden von Nikolsburg geführt habe: So habe der Kaiser Napoleon III. schon 1864 Bismarck zugesichert, er werde sich einer Konstituierung Deutschlands nicht entgegenstellten, worauf Bismarck freiwillig und ohne jede Not zugesichert habe, „eine Ausdehnung Preußens über die Mainline werde er niemals zugeben.“ Die Mainline, so schloss Benedetti, sei daher eine preußische und keine französische Erfindung. Ernst II. behauptete darüber hinaus, dass man von Seiten Preußens der Maingrenze vor Nikolsburg wegen des süddeutschen Elements große Bedenken entgegenbrachte und sie daher für unvereinbar mit dem zu gründenden norddeutschen Bund hielt.
Auf jeden Fall wollte Napoleon III. diese Vereinigung von der Zustimmung Frankreichs abhängig machen, wobei er davon ausging, dass eine solche Zustimmung auch zu einem territorialen Zugeständnis im Sinne Frankreichs einhergehen musste. Als Reaktion darauf schuf Bismarck mit den Augustverträgen eine Gegenmacht. Am 29. August 1866 bot Vincent Benedetti Bismarck die Bundesunion an, wenn Frankreich seine natürliche Grenze von 1814 zurück erhalte, oder zumindest dafür Belgien und, bzw. oder Luxemburg, annektieren dürfe. Ein Vorschlag, der automatisch das Vereinigte Königreich als Schutzmacht Belgiens auf den Plan rief. Bismarck veröffentlichte die Vorschläge daher auch im Kriegsjahr 1870 um eine Intervention von Seitens Englands zu unterbinden.
Doch 1866 reagierte Bismarck nicht darauf, sodass es zur Luxemburgkrise kam, das Land aus den Bund, aber nicht aus den Deutschen Zollverein löste und ihr die bis heute gültige Unabhängigkeit zuwies. Die Mainlinie wurde Südgrenze des Norddeutschen Bundes und die Nordgrenze des nie gegründeten Süddeutschen Bundes. Mit den Schutz- und Trutzbündnissen von 1866 und mit der von Bismarck initiierten Zollparlamentswahl im Jahr 1868, wurde wiederum die Mainlinie durch ein gemeinsames Zollparlament zunehmend überwunden. Mit dem Deutsch-Französischen Krieg und die sich anschließenden Novemberverträge wurde der deutsche Zollverein – für die Anbindung Luxemburgs fortbestehend – für den innerdeutschen Handel praktisch überflüssig. Mit der Deutschen Reichsgründung von 1871 verlor die Demarkationslinie endgültig ihre politische Bedeutung.

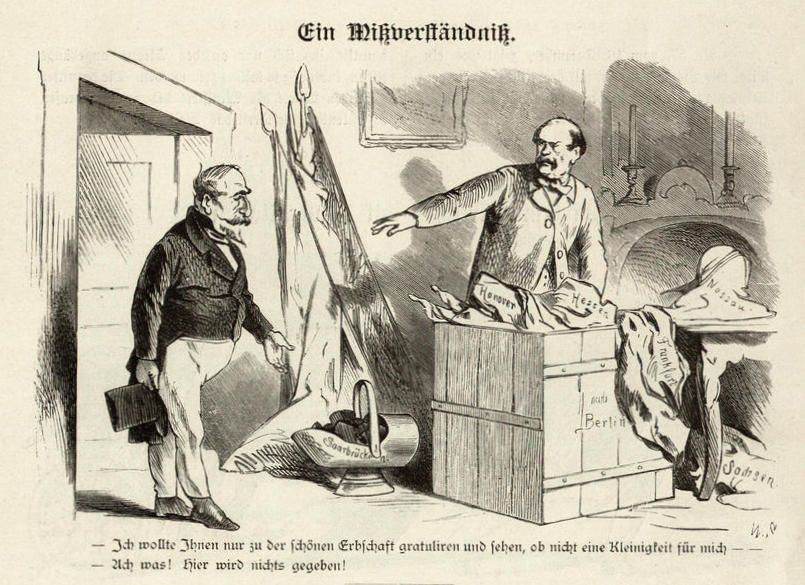
Napoleon III geht nach dem Ende des Deutschen Krieges leer aus.
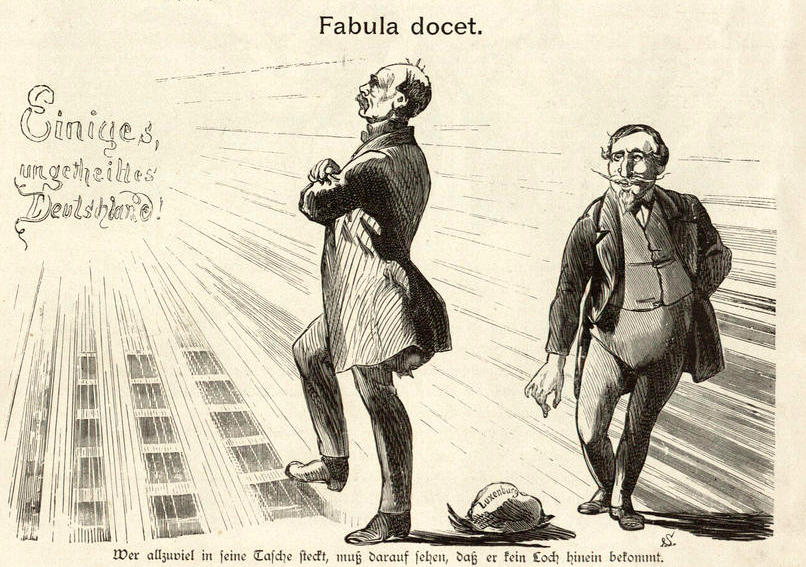
Bei der Luxemburgkrise ist Bismarck nicht kleinlich, vermeidet den Krieg und hat Größeres im Auge, Kladderadatsch 1867
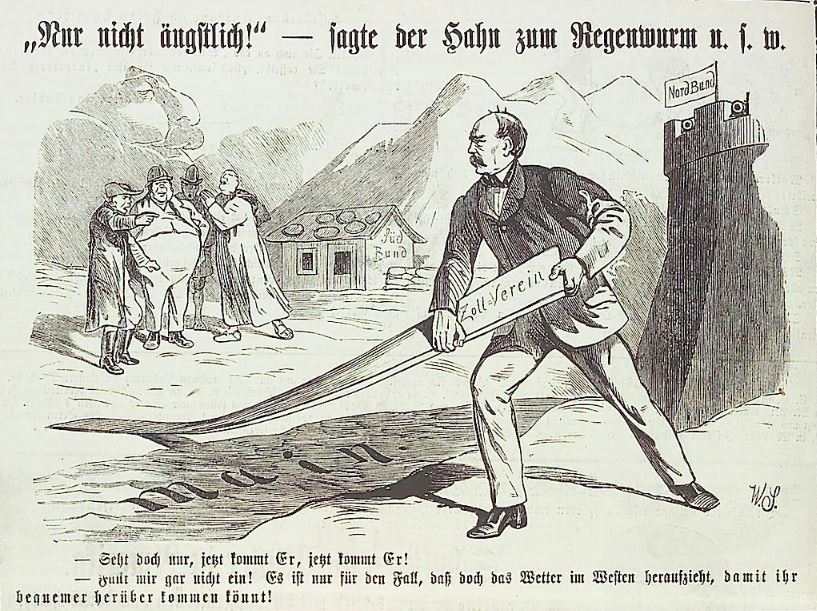
Mit dem Angebot auf das Zollparlament baut Bismarck einen Steg über den Main, Kladderadatsch, 28. Juni 1868, im Hintergrund als Wolke, Napoleon III
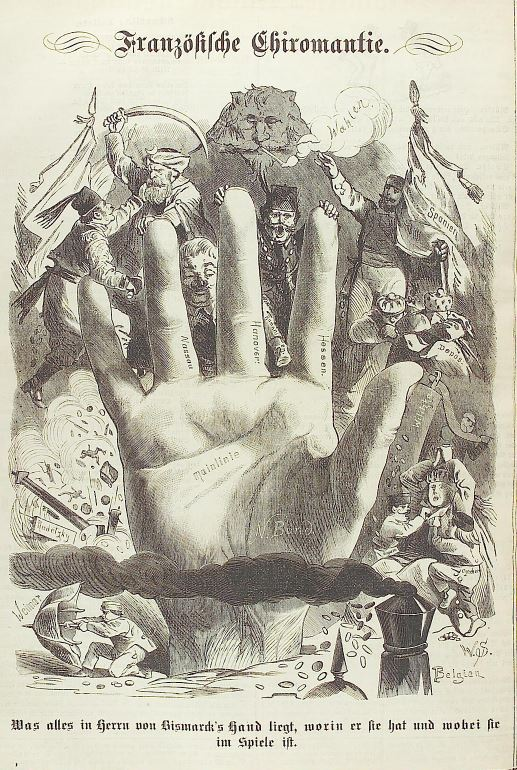
Die französische Chirognomie sieht nun (7. März 1869) alles in Bismarcks Hand. Deutlich zu erkennen, die Mainline
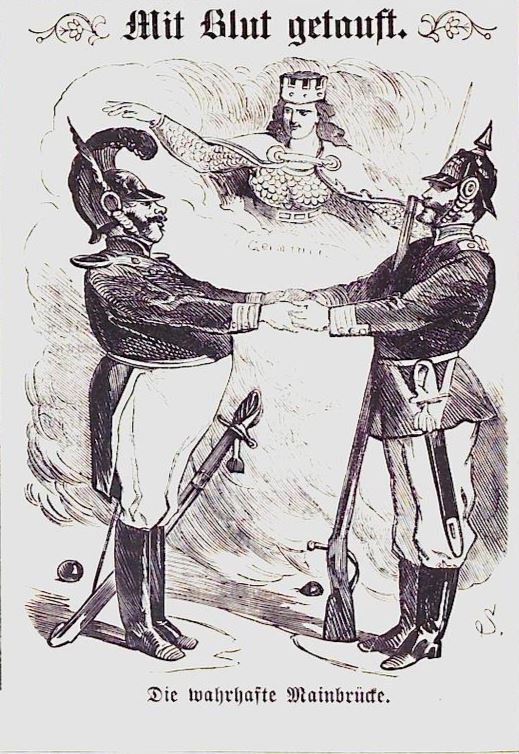
Die „wahrhafte“ Mainbrücke, Raupenhelm und Pickelhaube in Eintracht: Bündnis zwischen Preußen und Bayern August 1870, Kladderadatsch
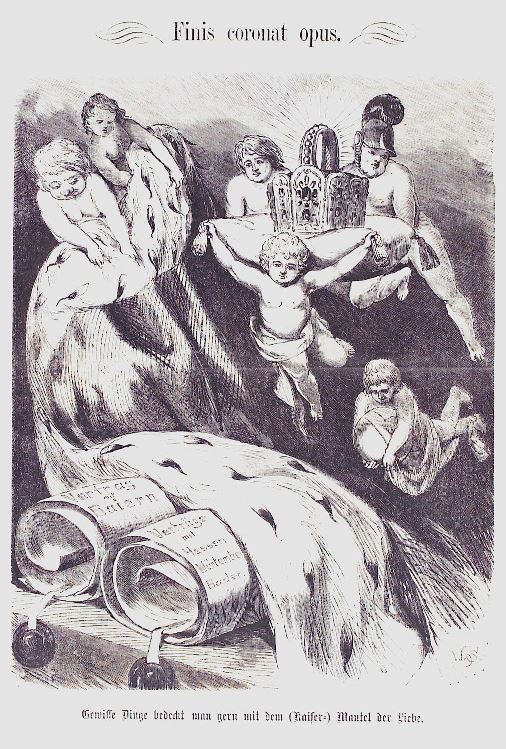
Die Novemberverträge im Kladderadatsch, Dezember 1870
Die Mainline vor dem Deutsch-Französischen Krieg

## Kultur
Die historisch-politische Mainlinie wird noch heute häufig als Nordgrenze Süddeutschlands angesehen. Alternativ dazu wird auch die linguistische Mainlinie, auch Äppeläquator genannt, genutzt. Die Tatsache, dass der Prozess der deutschen Einigung an dieser Linie praktisch fünf Jahre lang zum Erliegen gekommen war, wird wohl zu dem verballhornten Begriff des Weißwurstäquators geführt haben, obwohl es keine kulinarische Grenze war. Mitunter taucht daher der Begriff auch in Sezessionsvorstellungen der Bayernpartei auf. Viele, vor allem bayerische Patrioten, haben sich nach der schmerzlichen Niederlage von 1866 damit trösten können, dass man doch zumindest die Mainlinie gehalten hätte.

## Verkehr und Identität
Auch wird die Mainline als Europäische Hauptwasserscheide angesehen, die in Form der Donau-Main-Überleitung überwunden wurde. Dadurch wurde Süddeutschland verkehrstechnisch an Mitteldeutschland und Norddeutschland angebunden. Kulturelle Identität längs eines Flusses verbindet. So hat sich nach dem Wiener Kongress von 1815 relativ schnell und unkompliziert der Begriff des Rheinlands begrifflich festgesetzt, obwohl dabei Länder und Grenzen überwunden wurden, die nie zuvor eine politische Einheit waren. So spricht man historisch vom Herrschaftsbereich der Habsburger auch in Form der Donaumonarchie, obwohl aus politischen und historischen Gründen dies seit 1871 nicht mehr der Fall ist.